# Красноярцев, Георгий Дмитриевич
Георгий Дмитриевич Красноярцев (пос. Буранный, Оренбургский уезд, Оренбургская губерния, Российская империя — 21 марта 1918) — сотник Императорской армии, подъесаул Белого движения (1918), командир конной сотни станицы Изобильной, погиб в бою с большевиками, посмертно награждён орденом Святого Георгия 4 степени.

## Биография
Родился в станице Буранной первого военного отдела Оренбургского казачьего войска с семье казака Дмитрия Красноярцева.
Окончил шесть классов Оренбургского Неплюевского кадетского корпуса, после чего поступил в местное Оренбургское казачье училище, из которого сумел выпуститься по первому разряду.
В период Первой мировой войны, в самом начале декабря 1914 года, был произведён в офицеры — стал прапорщиком Русской императорской армии. Затем получил чин хорунжего «иррегулярной кавалерии» со старшинством с конца августа 1915 года. С 1916 года числился казачьим сотником, а во время Гражданской войны, по данным на 1918 год, был уже подъесаулом.
С конца декабря 1914 года проходил действительную воинскую службу в Оренбургском 15-м казачьем полку. После Февральской революции, по состоянию на май 1917 года, он был в должности младшего офицера пятой сотни Оренбургского 17-го казачьего полка — был награждён орденом Святого Станислава. В начале антибольшевистского движения на Южном Урале, возглавлял конную партизанскую сотню, собранную из казаков станицы Изобильной (относящейся к родной для него станице Буранной) и действовавшую на территории Оренбургского войска.
К середине марта 1918 года входил в состав 14-й особой Оренбургской казачьей сотни. Кроме того, состоял в комплекте конных полков. Погиб в бою с красноармейцами.
Был посмертно награждён Орденом Святого Георгия 4 степени за то, что «в бою 21 марта [1918] года, под названной [на сегодня неустановленной] станицей, подавая собой пример мужества и храбрости, первый со своей и другими [казачьими] сотнями, бросился на большевиков, отбил неприятельский пулемет и, обратив врага в полное бегство и избив его [уничтожив] до четырехсот пятидесяти человек, захватил два орудия, пять пулеметов, много боевых приказов, и погиб за Войско и Родину».

## Награды
- Орден Святой Анны 4 степени: «за храбрость»
- Орден Святого Станислава 3 степени с мечами и бантом (1917)
- Орден Святого Георгия 4 степени (1918)[1]